# Кирил Ракаров
Кирил Манолов Ракаров е български футболист, защитник.

## Биография
Роден е на 24 май 1932 г. в Павликени.
Играе в „Червено знаме“ (Павликени) от 1949 до 1950 г. в Б група.
От 1951 година до 1964 играе в ЦСКА.
Има 190 мача и 17 гола в А футболна група.
Десет пъти е шампион на България с армейците (1952, 1954, 1955, 1956, 1957, 1958, 1959, 1960, 1961 и 1962 г.).
Три пъти е носител на купата на Съветската армия (1954, 1955 и 1961 г.). Четвъртфиналист за КЕШ през 1957 г., има 18 мача и 2 гола в този турнир. Бронзов медалист от Олимпийското първенство в Мелбърн през 1956 г.
За националния отбор има 58 мача и 1 гол (1953 – 1962). Участва на Световното първенство в Чили през 1962 г. (в 2 мача). Отличава се като десен защитник със силен и точен удар и стабилна игра. „Заслужил майстор на спорта“ от 1961 г.
Почетен гражданин на София и Павликени. Дълги години председател на клуба на „Ветераните футболисти и ветераните деятели“ на ЦСКА.
Починал на 25 август 2006 в София.